# الهيئة الملكية لمدينة مكة المكرمة والمشاعر المقدسة
أنشئت الهيئة الملكية لمدينة مكة المكرمة والمشاعر المقدسة في تاريخ 1 يونيو 2018 بقرار من الملك سلمان بن عبد العزيز آل سعود، وذلك للارتقاء بالخدمات المقدمة في مدينة مكة المكرمة والمشاعر المقدسة بما يتناسب مع قدسيتها ومكانتها، ويسهل خدمة ضيوف بيت الله الحرام من الحجاج والمعتمرين.
وبعد صدور الأمر الملكي بإنشاء الهيئة، رفعت هيئة تطوير منطقة مكة المكرمة مجموعة من الدراسات إلى الهيئة الملكية لمدينة مكة والمشاعر المقدسة. وأوضح مستشار خادم الحرمين الشريفين أمير منطقة مكة المكرمة الأمير خالد الفيصل أن الهيئة الملكية ستعنى بدراسة ومراقبة وتنفيذ ومتابعة كل ما من شأنه الارتقاء بمستوى الخدمات في مكة المكرمة والمشاعر المقدسة، ولفت إلى إصرار ولي العهد الأمير محمد بن سلمان على العمل لتطوير مكة المكرمة والمشاعر المقدسة لتكون من أرقى وأذكى مدن ومناطق العالم.

## الاختصاصات
من اختصاصات الهيئة:
1. رسم السياسات العامة لتطوير النطاق الجغرافي، وتنميته.
2. اقتراح التنظيمات والقواعد والضوابط ذات الصلة باختصاصات ومهمات الهيئة.
3. إعداد الخطط والدراسات والمخططات الاستراتيجية الشاملة.
4. مراجعة الخطط والدراسات والمخططات والبرامج التنفيذية التي تعدها الوزارات والأجهزة الحكومية العاملة في النطاق الجغرافي.
5. تحديد ما ينقل إلى الهيئة- كلياً أو جزئياً- من اختصاصات ومهمات الوزارات والأجهزة الحكومية ذات الصلة باختصاصات الهيئة ومهماتها، وآلية ذلك.
6. وضع استراتيجيات ونماذج الأعمال والشراكات مع القطاعين الخاص وغير الربحي.
7. مراجعة مخططات تقسيمات الأراضي، وإقرارها.
8. وضع قواعد وضوابط ومعايير تخطيط النطاق الجغرافي.
9. الإشراف المباشر على تخطيط وتصميم وتنفيذ البرامج والمشروعات القائمة في النطاق الجغرافي - قبل تأسيس الهيئة ومباشرتها اختصاصاتها ومهماتها - وما يتصل بها من أعمال التشغيل والصيانة.
10. مراجعة الخطط والبرامج والمشروعات ذات الصلة بعمل الهيئة.
11. ترتيب أولويات تنفيذ الأعمال والخدمات والمشروعات والبرامج في النطاق الجغرافي.
12. تنسيق وتنظيم الجهود بين الوزارات والأجهزة الحكومية الأخرى في النطاق الجغرافي، وفقاً للخطط والبرامج المقرة.
13. التنسيق مع جميع الوزارات والأجهزة الحكومية الأخرى وغيرها؛ بما يكفل تنفيذ المهمات والاختصاصات الموكولة إلى الهيئة وتحقيق أهدافها.
14. تحديد العقارات التي ترى الهيئة نزع ملكياتها لتطوير النطاق الجغرافي، بالتنسيق مع أمانة العاصمة المقدسة والجهات ذات العلاقة.
15. الإشراف على تأهيل الأحياء العمرانية القائمة وتحسينها.
16. إنشاء قاعدة بيانات ونظم معلومات حضرية، وإدارتها.
17. وضع البرامج والآليات والإجراءات اللازمة والسبل المحفزة لمشاركة القطاع غير الحكومي في تحقيق أهداف التنمية.
18. تأسيس الشركات أو المساهمة في تأسيسها أو الدخول فيها، وذلك وفقاً للإجراءات النظامية.
19. التعاون مع مراكز البحوث والمؤسسات المتخصصة وبيوت الخبرة على المستويين المحلي والدولي.
20. تمثيل المملكة في الهيئات والمنظمات المحلية والإقليمية والدولية ذات العلاقة.
21. استقطاب المتقاعدين من جميع القطاعات والمستقيلين من أعمالهم.

## أعضاء مجلس الإدارة
- الأمير محمد بن سلمان آل سعود رئيساً لمجلس الإدارة[4]
- الأمير خالد الفيصل بن عبد العزيز آل سعود عضواً لمجلس الإدارة
- الأمير سعود بن مشعل بن عبدالعزيز آل سعود عضواً لمجلس الإدارة
- الأمير عبد العزيز بن سعود بن نايف آل سعود عضواً لمجلس الإدارة
- الأمير عبد الله بن بندر بن عبد العزيز آل سعود عضواً لمجلس الإدارة
- الدكتور ماجد بن عبد الله القصبي عضواً لمجلس الإدارة
- الأستاذ أحمد بن عقيل الخطيب عضواً لمجلس الإدارة
- المهندس عبدالرحمن بن عبدالمحسن الفضلي عضواً لمجلس الإدارة
- الدكتور توفيق بن فوزان الربيعة عضواً لمجلس الإدارة
- الأستاذ محمد بن عبدالله الجدعان عضواً لمجلس الإدارة
- الأستاذ فيصل بن فاضل الإبراهيم عضواً لمجلس الإدارة
- المهندس صالح بن ناصر الجاسر عضواً لمجلس الإدارة
- الأستاذ محمد بن مزيد التويجري عضواً لمجلس الإدارة
- الأستاذ ياسر بن عثمان الرميان عضواً لمجلس الإدارة
- المهندس إبراهيم محمد السلطان عضواً لمجلس الإدارة
- الدكتور فهد بن عبد الله تونسي عضواً لمجلس الإدارة
- الأستاذ مساعد بن عبدالعزيز الداود عضواً لمجلس الإدارة [5]